# アンジェラ・レイナー
アンジェラ・レイナー（英語: Angela Rayner、1980年3月28日 - ）は、イギリスの政治家。労働党所属の庶民院議員(4期)。副首相(スターマー内閣)、レベルアップ・住宅・コミュニティー担当大臣(第5代)。

## 概説

### 生い立ち
アンジェラ・レイナーは、1980年、マンチェスターのストックポートで生まれ育った。アボンデールの総合学校に通ったが、16歳で妊娠し、学位を取得せずに退学。その後、ストックポートカレッジで社会福祉の研修を受け、ケアワーカー、介護士として働いた。

### 政界入り
レイナーは最終的にユニソン内の労働組合代表となり、労働党に入党した。2015年の総選挙にアシュトン・アンダー・ライン選挙区から出馬し、初当選した。
2016年1月にジェレミー・コービンの影の内閣に入閣、影の年金大臣に任命された。2016年7月に影の教育大臣および影の女性・平等担当大臣に任命され、国民保健サービス（NHS）をモデルにした国家教育サービスの創設を提案した。
2019年の総選挙で労働党が大敗した後に行われた2020年の労働党党首選挙でキア・スターマーに次ぐ2位となったレベッカ・ロング＝ベイリーを支持した。 その後、彼女は副党首選挙に立候補して当選し、影の第一国務長官に任命された。 
2023年の影の内閣改造では影の副首相に任命された。

### 副首相
2024年の総選挙で労働党が圧勝し、スターマー内閣が発足したことを受けてレイナーは副首相に就任した。

## 政策・主張

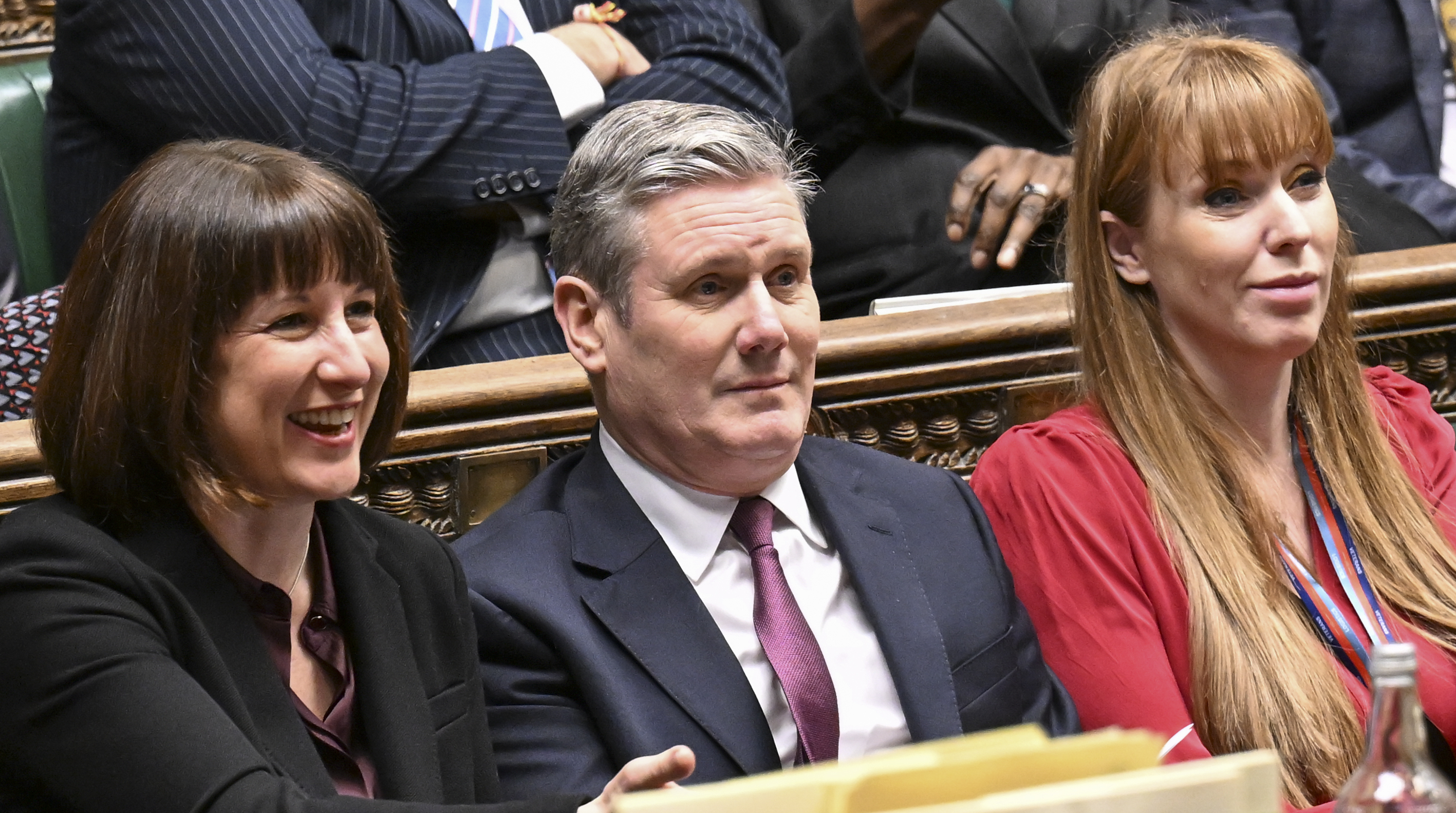
レイチェル・リーヴス（左）やキア・スターマー（中央）と共に（2024年2月7日）

レイナーは自身を社会主義者だとしている。2017年にガーディアンが行ったインタビューで、レイナーは実用主義を強調し、労働党の「穏健左派」の一員であると自称した。彼女は前労働党党首のジェレミー・コービンを「党の尊敬を集めていない」と強く批判し、反ユダヤ主義の疑惑への対応に関して「規律」を欠いていると批判した。
レイナーは、若い頃に反社会的行動に苦しんだ経験から、法と秩序の問題に関しては「かなり強硬派」だと自称している。インタビューで彼女は、警察は「テロリストを撃ってから質問する」べきだと述べ、地元の警察に「犯罪者のドアを叩き壊して彼らを仕分け、敵に回す」ように指示したと語った。
レイナーは労働党の親パレスチナ派閥「パレスチナと中東の労働党の友人」のメンバーである。